# 中國國民黨第十九次全國代表大會
中國國民黨第十九次全國代表大會，簡稱十九全大會，是中國國民黨於2013年11月10日在臺灣臺中市梧棲區中港體育館舉行的全國代表大會。該次大會主要通過時任中華民國總統馬英九連任中國國民黨主席，通過任命林豐正、詹春柏、蔣孝嚴、曾永權、洪秀柱、黃敏惠為副主席。大會同時通過《中國國民黨政策綱領》、《中國國民黨黨章》暨黨主席選舉辦法和中央常務委員會常務委員選舉辦法之修正案。

## 黨中央領導
- 中央委員會主席：

1. 馬英九（2013年7月20日-2014年12月3日）
  - 吳敦義（代理，2014年12月3日-2015年1月19日）
2. 朱立倫（2015年1月19日-2016年1月18日）
  - 黃敏惠（代理，2016年1月18日-2016年3月30日）
3. 洪秀柱（2016年3月30日2017年6月30日）
  - 林政則（代理，2017年7月1日-2017年8月19日）

- 中央委員會副主席：朱立倫、吳敦義、胡志強、曾永權、郝龍斌、洪秀柱、黃敏惠 → 郝龍斌、黃敏惠 → 詹啟賢、胡志強、郝龍斌、林政則、陳鎮湘
- 中央委員會秘書長：

1. 曾永權（2013年7月20日-2014年12月3日）
  - 洪秀柱（代理，2014年12月3日－2015年1月18日）
2. 李四川（2015年1月24日-2016年3月30日）
3. 莫天虎（2016年3月30日至今）

- 中央委員會副秘書長：林德瑞、黃昭元 → 黃昭順、盧秀燕、江政彥 → 林德福、林國正、楊瓊瓔、饒慶鈴、蕭淑麗、葉壽山、張雅屏

## 第二次會議
中國國民黨第十九次全國代表大會第二次會議於2014年9月14日在嘉義市舉行，本次會議重點是舉行直轄市市長、縣市長「九合一」選舉，國民黨提名候選同志的造勢大會。黨內高層人事方面，曾永權、洪秀柱、黃敏惠三人連任國民黨副主席，另外追認吳敦義、朱立倫、胡志強、郝龍斌四位為副主席，其中吳敦義為排名第一的副主席。

## 第三次會議
國民黨第十九次全國代表大會第三次會議於2015年7月19日在臺北市舉行，本次會議通過提名洪秀柱為2016年中華民國總統選舉國民黨候選人，並授權洪秀柱向中央常務委員會提名副總統候選人。之後舉行總統和立法委員提名候選人聯合造勢大會，其中被提名為總統候選人的洪秀柱發表講話。

## 臨時會議
國民黨第十九次全國代表大會臨時會議於2015年10月17日在臺北市國立國父紀念館舉行，本次會議重點討論對「廢止洪秀柱同志代表本黨參選第14任中華民國總統原提名案」，其後在場黨代表進行舉手表決，最終超過半數通過原提案。舉行臨時中央常務會議後，全體黨代表起立鼓掌通過徵召黨主席朱立倫取代洪秀柱參選2016年總統大選。

## 第四次會議
國民黨第十九次全國代表大會第四次會議於2016年9月4日在臺北市陽明山中山樓舉行，中國國民黨主席洪秀柱在開會典禮上發表主題為「逆境求生奮發向上」的講話，在閉會典禮上發表主題為「向著目標一起走到」的講話。國民黨前主席連戰、馬英九、吳伯雄、朱立倫均出席大會。